# ハーリア

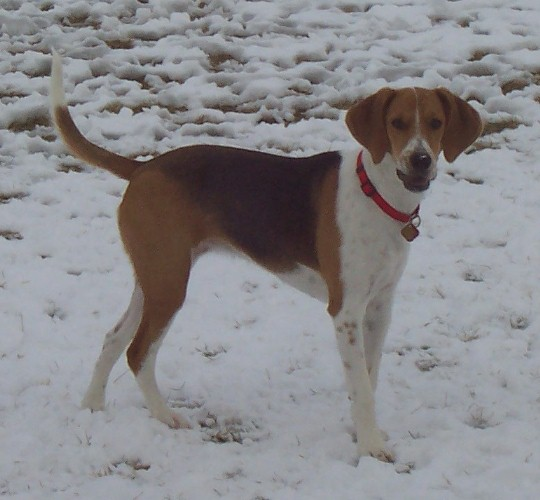

ハーリア（兎猟犬、英: Harrier）は、イギリスのイングランド原産のセントハウンドの一種である。ハリアと表記されることもあり、時に英語圏などではハーリー（Harry）と言う愛称で呼ばれることもある。なお、ビーグル・ハーリアはこれとは別の犬種である。

## 歴史
ハーリアは13世紀ごろの文献にも書かれているかなり古い犬種である。その名前は野ウサギ（Hare）狩をするために作出されたことを意味していて、はじめは野ウサギをパックで追うことのみに使われていた。しかし時代は変わり、キツネ狩りに取って代わられて野ウサギ狩りは衰退していった。そのためにハーリアも減っていき、絶滅から守るためにイングリッシュ・フォックスハウンドと異種交配されて容姿と能力が変化した。それにより野ウサギ狩りとキツネ狩りを兼ねる猟犬となり、一回目の犬種の危機を乗り越えることができた。
だが、ハーリアは再び危機に直面する事になる。二度の戦火によりパックは解散され、バラバラになった犬たちは飢えや伝染病で多くが死に絶えてしまう。第二次世界大戦後の生存数は100数頭まで減ってしまっていた。そのため残された犬たちを世界中から集め、犬種を回復させる努力がなされ、かつての質の高いまま数を回復することができた。
他犬種と比べると数はあまり多くはないが、再び野ウサギやキツネを追う犬種として用いられるようになった。
また、アウトドアのお供としてのペットとしても飼われるようになり、少数は海外にも輸出されている。

## 特徴
- ハーリアはフォックス・ハウンドとビーグルの中間のサイズである（更にハーリアとビーグルの中間のサイズであるビーグル・ハーリアと言う犬種も作出された。）。体高は48～50cm、体重は21～23kgの中型犬。
- フォックス・ハウンドと交配される前は胴が長く、頭も大きく不恰好だったが、交配によりスマートな体つきとなりスピードも向上した。嗅覚の鋭さはそのまま残っている。
- 中ぐらいの長さの垂れ耳と常に高い位置に保つ垂れ尾を持ち、なめらかな短毛。毛色はビーグルと同じハウンドカラー。
- 性格は明るく活発で、責任感がある。狩猟の際は一途。
- 嗅覚は優れていて、中にはキツネを3時間25分も追跡し続けた記録が残るほどの体力の持ち主。